# Cattleya dowiana
Cattleya dowiana hoặc Gueria de turrialba (literal translation: Dow's Cattley's) là một loài lan. Nhiễm sắc thể lưỡng bội của C. dowiana là 2n = 40; nhiễm sắc thể đơn bội là n = 20.